# فيلودوس (دودة)
الفيلودوس (الاسم العلمي:Phyllodoce) هو جنس من الحلقيات يتبع الفصيلة الفيلودوسات من رتبة الفيلودوسيات.

## أنواع دودة الفيلودوس
- فيلودوس أقطع
- فيلودوس أليف الصخر
- فيلودوس بسيط
- فيلودوس بصيلي
- فيلودوس بنامي
- فيلودوس جذاب
- فيلودوس جميل
- فيلودوس حطاطي
- فيلودوس حلقي
- فيلودوس دقيق
- فيلودوس رقيق
- فيلودوس شفيف
- فيلودوس صغير
- فيلودوس عملاق
- فيلودوس غرونلندي
- فيلودوس قلبي الأوراق
- فيلودوس ليموني
- فيلودوس مبقع
- فيلودوس مخاطي
- فيلودوس مدبب
- فيلودوس منقط
- فيلودوس ناحل
- فيلودوس واهي
- فيلودوس وردي
- فيلودوس ورقي
- فيلودوس یاقوتي